# Wandsworth Bridge
Wandsworth Bridge är en bro i London över floden Themsen som för väg A217 mellan området Battersea, nära Wandsworth Town Station, i London Borough of Wandsworth, på södra delen av floden, och områdena Sands End och Parsons Green, i London Borough of Hammersmith och Fulham, på norra sidan.
Den första bron på platsen var en tullbro byggd 1873 av Julian Tolmé, i väntan på att den västra ändstationen av Hammersmith och City Railway inom kort skulle byggas på norra stranden, vilket skulle leda till en kraftig ökning av antalet människor som då ville komma över floden. Järnvägsterminalen byggdes inte och problem med dränering på infartsvägen försvårade tillgången till bron för fordon. Wandsworth Bridge var kommersiellt misslyckad, och 1880 togs den i offentlig ägo och gjordes avgiftsfri. Tolmés bro var smal och för svag för att transportera bussar och 1926 rekommenderade en kunglig kommission att den skulle bytas ut.
År 1937 revs Tolmés bro. Den nuvarande bron, en osmyckad konsolbro av stål designad av Sir Thomas Peirson Frank, öppnades 1940. När den öppnades var den målad i tråkiga blå nyanser som kamouflage mot flyganfall, ett färgschema som den behållit. Även om Wandsworth Bridge är en av de mest trafikerade broarna i London, med över 50 000 fordon dagligen, har den beskrivits som "förmodligen den minst anmärkningsvärda bron i London".

## Beskrivning
År 1935 gick transportministeriet med på att finansiera 60 procent av de beräknade 503 000 GBP (cirka 37,1 miljoner GBP 2023) kostnaden för en ersättningsbro, och London County Council godkände en ny utformning, av Sir Thomas Peirson Frank, för en trespanns fribärande stålbro 18 m bred, som tillåter två körfält i varje riktning, och utformad för att vid behov tillåta breddning till 24 m. Designen presenterade distinkta låga kurvor, avsedda att återspegla de låga flodstränderna i området. Den presenterades för Royal Fine Art Commission för godkännande, med en täckande anteckning om att "i utformningen av bron har en seriös enkel behandling tillämpats, uttryckt i en teknik som väsentligen relaterar till det material som föreslagits för dess konstruktion". Även om kommissionen uttryckte oro över att bron kan vara för smal, godkändes förslaget. Arbetet lades ut på anbud, med en bestämmelse om att allt material som användes vid konstruktionen av den nya bron skulle vara av brittiskt ursprung eller tillverkning.
Kontraktet för den nya bron tilldelades Mrs Holloway Brothers (London), och arbetet påbörjades 1937. En tillfällig gångbro som hade använts under ombyggnaden av Chelsea Bridge mellan 1935 och 1937 återuppfördes vid sidan av Wandsworth Bridge, och den befintliga bron revs. Den nya bron förväntades vara klar 1939, men brist på stål under uppbyggnaden under andra världskriget försenade dess öppning till den 25 september 1940. Stålpanelerna som täckte bron målades i olika nyanser av blått för att kamouflera den mot tyska och italienska flyganfall, ett färgschema som den har kvar än idag (2022). Även om det är en av Londons mest trafikerade broar, som bär över 50 000 fordon per dygn, har dess trista färgschema och minimalistiska design lett till att den beskrivs som "förmodligen den minst anmärkningsvärda bron i London".

### Senare utveckling

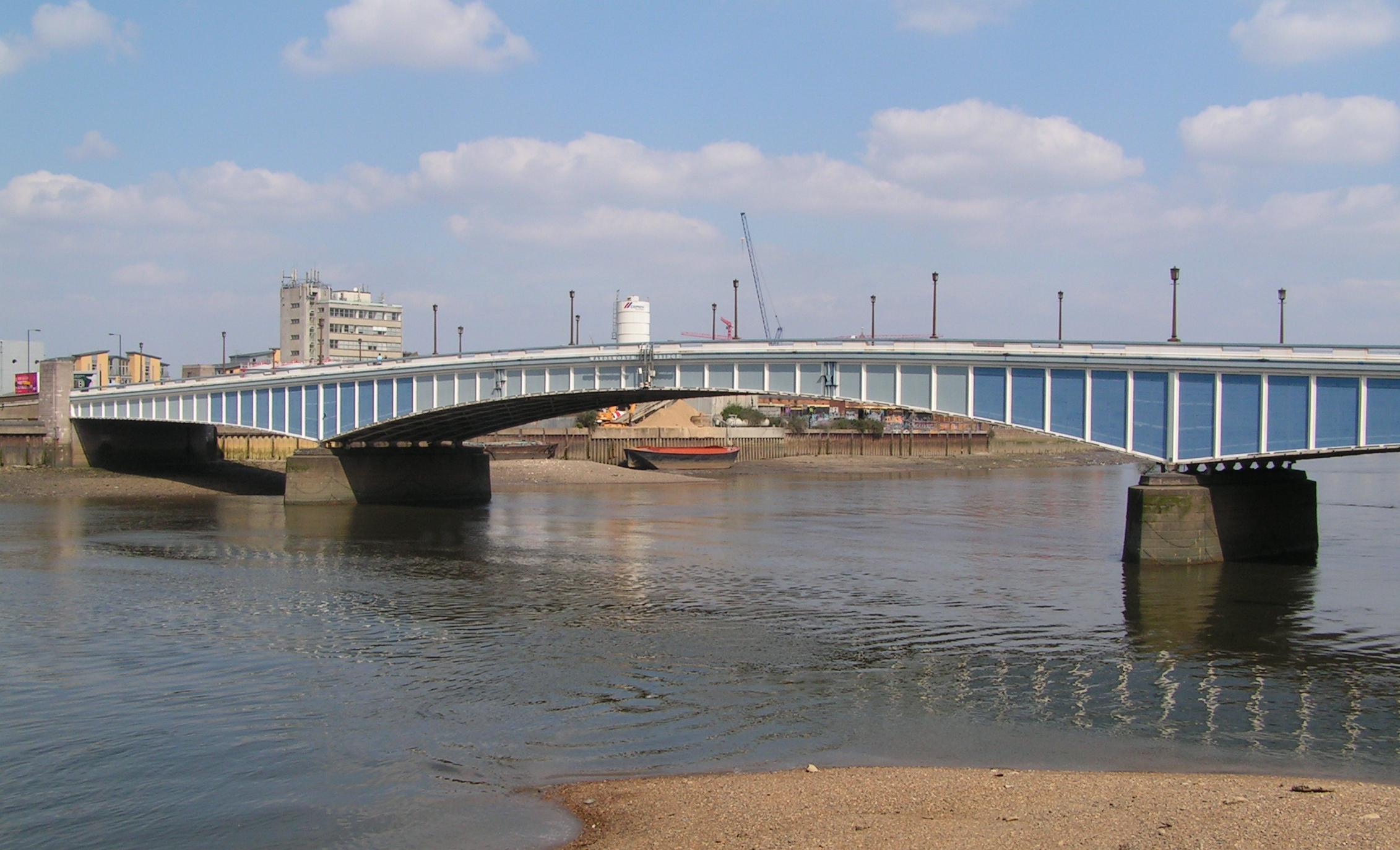
Dagens Wandsworth Bridge.

Historiskt sett hade de södra infartsvägarna varit i dåligt skick och förvirrande att använda. År 1969 byggde Greater London Council vägen A214, en trefilig dubbelkörbana som förbinder den södra änden av Wandsworth Bridge med Tooting. I den omedelbara södra änden av bron finns en stor rondell i anslutning till Wandsworth Town järnvägsstation, där Bridgend Road (A217), York Road (A3205), Swandon Way (A217) och Trinity Road (A214) möts. Rondellen är ett uppmärksammat exempel på modernistisk design från 1960-talet, och fungerade som förebild för delar av A Clockwork Orange 1971. År 2007 godkändes för en serie av 12 m långa glaskonformade "lågor" utformade av arkitekten Steven Lenczner, som skulle ändra färg med tidvattnet och läggas till brodäcket. Kostnaden, beräknad till 800 000 GBP, skulle täckas genom privat sponsring. "Lågorna" skulle höjas ovanför förarnas siktlinjer för att undvika att orsaka distraktion.
Wandsworth Bridge markerar nu gränsen där uppströms en lägre hastighetsgräns på Themsen upprätthålls. En hastighetsgräns på 12 knop gäller nu nedströms från Wandsworth till Margaretness, men på grund av antalet roddare som använder de övre delarna av floden är hela tidvatten Themsen uppströms Wandsworth Bridge föremål för en strikt upprätthållen hastighetsgräns på 8 knop.